# 伊金霍洛镇
伊金霍洛镇，是中华人民共和国内蒙古自治区鄂尔多斯市伊金霍洛旗下辖的一个乡镇级行政单位。

## 行政区划
伊金霍洛镇下辖以下地区：
布拉格嘎查、沙巴日太嘎查、石灰音苏莫嘎查、龙活音扎巴村、沙日塔拉村、斋森召村、乃玛岱村、啦嘛敖包村、查干呼都嘎音希里村、查干陶日木村、查干敖包村、甘珠日庙村、壕赖村、根皮庙村、赛乌聂盖村和诺干布拉格村。